# Cordieritidaceae
Cordieritidaceae is een familie van de Leotiomycetes, behorend tot de familie van Cordieritidaceae. De naam van de familie werd in 1889 door de Italiaanse botanicus en mycoloog Pier Andrea Saccardo gelig gepubliceerd.

## Kenmerken
De ascomata van Cordieritidaceae-soorten variëren in vorm van schijfvormig, komvormig, trechtervormig tot oorvormig. Ze zijn zittend of gesteeld, soms voortkomend uit een gemeenschappelijke basis of uit vertakte stelen met een donker stroma, en soms zijn ze bedekt met haren.

## Geslachten
- Ameghiniella Speg. (1887) – 2 soorten
- Annabella Fryar, Haelew. & D.E.A. Catches. (2019) – 1 soort
- Austrocenangium Gamundí (1997) – 2 soorten
- Cordierites Mont. (1840) – 7 soorten
- Diplocarpa Massee (1895) – 3 soorten
- Diplolaeviopsis Giralt & D.Hawksw. (1991) – 4 soorten
- Ionomidotis E.J.Durand ex Thaxt. (1923) – 4 soorten
- Llimoniella Hafellner & Nav.-Ros. (1993) – 23 soorten
- Macroskyttea Etayo, Flakus, Suija & Kukwa (2015) – 1 soort
- Midotiopsis Henn. (1902) – 2 soorten
- Phaeangella (Sacc.) Massee (1895) – 11 soorten
- Rhymbocarpus Zopf (1896) – 11 soorten
- Sabahriopsis Crous & M.J.Wingf. (2015) – 1 soort
- Skyttea Sherwood, D.Hawksw. & Coppins (1981) – 31 soorten
- Skyttella D.Hawksw. & R.Sant. (1988) – 2 soorten
- Thamnogalla D.Hawksw. (1980) – 2 soorten
- Unguiculariopsis Rehm (1909) – 28 soorten